# Lipoptena saepes
Lipoptena saepes är en tvåvingeart som beskrevs av Maa 1969. Lipoptena saepes ingår i släktet Lipoptena och familjen lusflugor.
Artens utbredningsområde är Nepal. Inga underarter finns listade i Catalogue of Life.